# Salamiah Hassan
Salamiah Hassan (nacida en 1951) es una cantante de Malasia, famosa en la década de los años 70 a los 90. Ella tiene una hija llamada, Atilia, también artista pop de jazz. Surat Terakhir fue su último álbum lanzado exactamente en su cumpleaños del 10 de mayo de 2005.

## Canciones
- Menghitung Hari
- Gelombang
- Surat Terakhir
- Kaseh Tanpa Balas
- Aku Menangis Siapa Tahu
- Kaseh Tanpa Balas

## Álbumes
- Surat Terakhir (1973) Iringan Fina Orkestra

Surat Terakhir (Ahmad Nawab/Din Osman), Tetap Menanti, Terimalah, Hanya Sekali

- Hari Jadi (1973) Iringan Irmadu

Hari Jadi (Ahmad Nawab/Din Osman), Cita-citaku (Ahmad Nawab/Din Osman), Kan Ku Temui Lagi (CC/Salamiah Hassan), Sekalung Doa (Ahmad Nawab/Din Osman)
- Kaseh Tanpa Balas (1973)
- Selamat Tinggal (1973)
- Salamiah Hassan (1974)
- Jangan Turutkan Hati (1974)
- Surat Terakhir [2005]